# Trajnostnost
Trajnostnost je sposobnost vzdrževanja ravnotežja določenih sistemov ali stanj v nekem procesu. Danes se najpogosteje koristi v zvezi z biološkimi in človeškimi sistemi. V ekološkem smislu se trajnostnost lahko definira kot način, po katerem biološki sistemi ostajajo raznoliki in produktivni skozi čas. Ljudje imajo potencial za dolgoročno vzdrževanje blaginje, ki je odvisna od naravnega sveta in so odgovorni pri uporabi naravnih virov.
V slovenščini izraz trajnostnost pomensko ustreza angleškemu izrazu sustainability. Ob njem se v tem pomenu večkrat uporablja tudi pomensko širši izraz trajnost. Izraz sustainability se poleg tega v slovenščino večkrat prevaja tudi z izrazom trajnostni razvoj.
Trajnostnost je postal širok spekter, ki ga je mogoče opaziti pri skoraj vseh oblikah življenja na Zemlji, od lokalne do globalne razine in skozi različne vremenske pojave. Dolgoživeča in zdrava močvirja ter gozdovi so primeri uspešnih bioloških sistemov. Nevidni kemijski ciklusi so prerazporedili vodo, kisik, dušik in ogljik znotraj živih in neživih sistemov v svetu ter vzdrževali življenje že milijone let. Ko se je človeška populacija na zemlji povečala, so se poslabšali naravni ekosistemi ter sprememba v bilanci naravnega ciklusa je imela negativen vpliv na ljudi in druge žive sisteme.
Danes obstaja več znanstvenih dokazov, kako človeštvo živi na ne trajnostni način. Povratek človekove uporabe naravnih virov znotraj vzdržnih meja bo zahtevalo vse večje kolektivne napore. Načini bolj trajnostnega življenja je v mnogih oblikah reorganizacije življenjskih razmer (npr. ekovas in trajnostna mesta ekoobčina in ponovna presoja gospodarskih sektorjev permakultura, zelena gradnja, kmetijstvo ali delovne prakse (trajnostna arhitektura) uporaba znanosti zaradi razvoja nove tehnologije (zelene tehnologije, obnovljiva energija) do prilagoditve k individualnem življenjskem stilu, pri katerih se ohranjajo naravni viri.

## Opredelitev
Beseda »trajnostnost« je nastala iz glagola zadržati ( proti o(b)-, (ne)materialno vključevanje predmeta delom oziroma vodi v stanje izvršbe in zadržanjem. Besede zagotavljajo dva pomena za glagol vzdrževanje, glavna sta "ohraniti da ostane celovito in da obstoji", oziroma "ohraniti od izkrivljanja". Vzdrževanje se od 1980-ih koristi veliko bolj u smislu človekove vzdržljivosti na planeti Zemlji, to je rezultiralo najpogosteje navedeno definicijo trajnostnosti in trajnostnega razvoja, ki jo je sprejela Brundtlandska komisija Združenih narodov: "trajnostni razvoj, je razvoj, ki zadovoljuje potrebe sedanjosti brez ogrozitve možnosti bodočih generacij da zadovolji osebnih potreb" Običajno se opominja kako to zahteva pomirbo okoliških, socialnih in ekonomskih potreb - "tri stopnje trajnostnosti. To razumevanje se prikazuje slikovito s tremi prepletajočimi elipsami, ki beležijo tri stopnje trajnostnosti. katere niso medsebojno izključene, lahko pa so medsebojno čvrste.
UN-ova definicija ni univerzalno sprejeta, prešla je čez mnoge interpretacije.. Kaj je trajnostnost, kateri cilji bi morali obstajati ter kako te cilje uresničiti, vprašanja so katera so odprta za interpretacije. Za mnoge ekologe ideja trajnostnega razvoja oksimoron ker se zdi da razvoj vključuje degradacijo okolja. Ekološki ekonomist Herman Daly vprašal je "čemu služi žaga brez gozda?" Iz te perspektive, ekonomija je podsistem ljudskega društva katero je samo podsistem biosfere, dobitek v enem sektorju, tako izguba v drugem.. To se lahko ilustrira kot trije koncentrični krogi.
Univerzalno sprejeta definicija trajnostnosti je nedostopna, ker se pričakuje, da doseže mnoge stvari. Po eni strani mora definicija biti dejanska in znanstvena, jasna izjava o specifični 'destinaciji'. Ena definicija je da je 'trajnostnost izboljšanje kvalitete človekovega življenja dokler se živi znotraj nosilnih kapacitet podpornih ekosistemov', četudi nejasno, nosi idejo kako trajnostnost količinsko omejuje. Trajnostnost je tudi poziv za akcijo, naloga je v teku ali ˝potovanje˝ pa s tega politični proces tako, da nekatere definicije izražajo skupne cilje in vrednote. Povelja o Zemlji Listina o Zemlji govori o "trajnostnem globalnem društvu utemeljenem na spoštovanju narave, univerzalnih pravic človeka, ekonomski pravici in kulturi miru."
Situacija postane komplicirana, ko se beseda trajnostnost uporabi ne samo na človekovo trajnostnost na Zemlji, vendar tudi na mnoge druge situacije in kontekste v raznih razmerah prostora in časa, od lokalnega do globalnega ravnotežja proizvodnje in potrošnje. Tako se lahko nanaša na bodočo namero:' trajnostno kmetijstvo' ni nujno trenutna situacija ampak cilj v bodočnosti, napovedi. Zaradi vseh navedenih razlogov se trajnostnost v eni nameri dojema nič kaj kot melodična krilatica z majhnim ali nikakršnim pomenom ali važnost v drugi ekstremnosti to važen ali neosredotočen koncept kot 'svoboda' ali 'pravica'. Opisuje se tudi kot 'dialog vrednosti kateri kljubuje konsezualni definiciji'.

## Zgodovina
Glavni članek: Zgodovina trajnostnosti

V rani človeški zgodovini so bili okoliški učinki malih nomadskih lovcev-zbiralcev majhni, četudi je uporaba ognja in želja za specifično hrano lahko spremenila naravni sestav rastlin in živalskih skupin. Neolitska revolucija pred 2.500 in 10.000 let je bila zaznamovana z pojavom kmetijskih naselbinskih skupin. Skupnosti, ki so presegle lastne zaloge lokalne hrane ali tiste katerim je primanjkovalo kritičnih virov, so se gibale dalje ali pa so se soočile z kolapsom. Nasprotno, stabilne skupine nomadskih kultivatorjev in hortikulturistov so obstajale v Novi Gvineji in Južni Ameriki, velike agrarne skupine na Kitajskem, Indiji, Polineziji in drugje so stoletja obdelovale z istimi lokaliteti..
Tehnološki napredki tekom nekaj tisočletij so omogočili ljudem povečanje kontrole nad okoljem. No potem je zahodna industrijska revolucija od 17. do 19. stoletja izkoristila nepregledno potencialno rast energije fosilnih goriv za nastanek sofisticirane strojne tehnologije. Takšne razmere so pripeljale do eksplozije ljudskega prebivalstva in do takrat še nevidnega industrijskega tehnološkega in znanstvenega rasta kateri je še danes. Od 1650. do 1850. globalno prebivalstvo se je podvojilo od približno 500 milijonov na 1 milijardo ljudi Do 20. stoletja industrijska revolucija privedla je do eksponencijalnoga rasta človeške potrošnje virov ter rasta v zdravstvu, bogastvu i prebivalstvu. Ekologijakot znanstvena disciplina pridobivala je splošno sprejemanje, a ideje katere su sedaj del trajnostnosti bile so raziskane vključeno s spoznavanjem povezanosti živih sistemov, važnost globalnih naravnih ciklusov, prenos energije skozi trofične nivoježivih sistemov.

Po gubitkih tekom Velike depresije in Druge svetovne vojne, razviti svet je prešel v ˝veliko pospešitev˝ rasti in populacije post-1950-ih let("Zlati čas kapitalizma") medtem ko je rastoče ekološki pokret poudarilo povezanost ekoloških stroškov z mnogimi materialnimi prednostmi v katerih se je sedaj lahko uživalo. Novosti v tehnologiji vključevale so plastiko, sintetične kemikalije in nuklearno energijo dokler so fosilna goriva prav tako nadaljevale transformacijo društva. Negativne učinke nove tehnologije dokumentirala je ameriška morska biologinja, naturalistka in ekologinja Rachel Carson v svoji vplivni knjigi Nema pomlad (Silent Spring) iz leta 1962. Ameriški geoznanstvenik M. King Hubbert v svoji teoriji o vrhuncu nafte iz leta 1956, je predivdeval obdobje vrhunca proizvodnje nafte. Tekom 1970-ih zaskrbljenost ekologizma okoli onesnaženja, eksplozije prebivalstva, konzumerizma in izčrpanja končnih virov izrazil je izraz v delih Is growth obsolete? (Ali je rast zastarela?) američkega ekonomista Williama Nordhausa in Jamesa Tobina, Small Is Beautiful (Majhno je prečudovito) britanskega ekonomista Ernsta Friedricha Schumachera iz 1973. in The Limits to Growth (Meje rasti) iz 1975. katere je publiciral globalni thinktank Rimski klub. Do kasnejšega dvajsetega stoletja ekološki problemi poprimili so globalne razmere a energetske krize iz 1973. i 1979. demonstrirale so koliko je velika globalna skupščina postala odvisna od neobnovljivih virov .
Svetovna komisija za okolje in razvoj Združenih narodov (Brundtlandska komisija) objavila je leta 1987. poročilo Our Common Future (Naša skupna bodočnost)v katerem stoji kako je održivi razvoj potreben zaradi zadovoljevanja človekovih potreb, istočasno ne povečuje ekološke probleme. Gotovo vse zemlje na svetu so imele leta 1961. več kot dovolj kapaciteta za zadovoljevanje svojih lastnih potreb, ali se do leta 2005 situacija radikalno spremenila, in so tako mnoge zemlje zaradi zadovoljevanja svojih potreb morale uvoziti resurse iz ostalih držav. Pojavilo se je gibanje proti trajnostnem življenju, ki temelji na dvig javnega ozaveščanja in osvajanja recikliranja ter obnovljive energije. Razvoj obnovljivih izvorov energije tekom 1970-ih i 1980-ih, prvenstveno vetrnih turbin in fotovoltaika, ter povečana uporaba hidroelektriciteta, predstavljal je eno od prvih trajnostnih alternativnih generaciji fosilnih goriv in nuklearne energije.
V 21. st. je porasla ozaveščenost o grožnji antropogena efekta rastlinjaka. Ekološka ekonomija sedaj poskušav premostiti jez med ekologijo in tradicionalne neoklasične ekonomije ter predlaga inkluzivni in etičen ekonomski model za društvo. Pojavilo se mnogo novih tehnik za pomoć v merenju in implementacijo trajnostnosti vključno oceno življenjskega ciklusa, od zibke do zibke, analizo ekološkega otiska in zeleno gradnjo. Delo Bine Agarwal in Vandane Shiva med inim pridobil je kulturnem znanju tradicionalnih, trajnostnih kmetijskih društev v akademskom diskurzu o trajnostnosti ter tako oplemenitil modernim znanstvenim načelom.

## Načela in koncepti
Znanost o trajnostnosti in okolju oblikujejo osnovo za velik del filozofskega in analitičnega okvira trajnostnosti. Kvantitativni podatki zbirajo se za meritvijo trajnostnosti , zatem pa se ti podatki koristijo za informacije uprave za trajnostnost.

### Stopnja in kontekst
Trajnostnost se proučuje in upravlja čez mnogo stopenj (razin ali referentnih okvirov) časa in prostora, ter v mnogih kontekstih ekološke, socialne in ekonomske organizacije. Fokus lahko varira od skupnega kapaciteta nosilnosti ( trajnostnosti) planeta Zemlje do trajnostnosti ekonomskih sektorjev, ekosistemov, držav, občin, sosedstva domačih vrtov, individualnih življenj, individualnih dobrin in uslug, zanimanj, življenjskih stilov, obrazov obnašanja in tako dalje. Na kratko, to zajema celotno področje bioloških in ljudskih aktivnosti ali katerekoli njihovega dela. Daniel Botkin, pisatelj in ekolog, izjavil je: "Lahko vidimo pokrajino ki je v neprestanem toku, kateri se menja skozi mnoge stopnje časa in prostora"

### Potrošnja - prebivalstvo, tehnologija, viri
Glavni članek: I PAT
Glavni pogon ljudskega učinka na Zemljine sisteme je potrošnja biofizičnih virov. Ljudska potrošnja se lahko razdeli na tri ključne komponente: populacijske številke, stopnjo potrošnje (priliv), ter učinek po prvotni uporabi virov ( katera je odvisna od izkoriščene tehnologiji). To je izraženo s sledečo formulo:
I = P × A × T
pri čem je: I = učinek okolja (engl. Enviromental impact), P = populacija, A = priliv (engl. Affluence), T = tehnologija.
Človeštvo je skozi zgodovino odgovarjalo na povpraševanje za novim virom tako da je povečalo ponudbo. kako se ponudba neizbežno izčrpava, spodbujajo se trajnostni postopki skozi upravljanje raziskave povpraševanja na vse dobrine in usluge tako da se lahko spodbuja zmajšana potrošnja s koriščenjem obnovljivih virov kjerkoli je to mogoče ter spodbujanje prakse ki minimizira intenzivnost virov, istočasno pa maksimizira produktivnost virov. Pozorno upravljanje z viri se uporablja v različnih stopnjah, posebno na stopnji ekonomskih sektorjev kot so kmetijstvo, manufaktura in industrije, enako kot na individualnih dobrinah in uslugah ter potrošnje v gospodinjstvu posameznikov.

## Meritve
Glavni članek: Meritev trajnostnosti
Vzpostavitev kvantitativnih meritev za trajnostnost mogoće je postaviti cilje, uporabiti strategije upravljanja, ter meriti napredek. Delovni okvir The Natural Step (TNS) kateri je dizajniral Karl-Henrik Robèrt proučuje trajnostnost in uporabo virov iz svojih termodinamičnih temeljev zaradi odreditve kako ljudje koristijo in razdelijo naravni kapital na trajnostni in pravičen način. Sistemski pogoji trajnostnosti delovnega okvirja TNS-a predlagajo sredstva za znanstveno zasnovano merjenje trajnostnosti. Naravni kapital vključuje vire iz ZEMLJINE SKORJE(tj. minerale, olja), vire katere proizvajajo ljudje (sintetične snovi), ter vire v biosferi. Pravičen pristop naravnem kapitalu tudi je komponenta trajnostnosti. Energija generirana z uporabo vira, katera se naziva egzergijom, lahko se meri kot edinstvena energija proizvoda ali usluge tekom njenega življenjskega ciklusa. Analiza navedenega s pomočjo metode analize življenjskega ciklusa ali analize ekološkega otiska zasigura osnovne indikatorje trajnostnosti v različnih stopnjah.
Danes obstaja ogromno število indikatora, metrika, referentnih točk, indeksov, postopek poročanja, obračunavanja in mnogo drugih stvari o trajnostnosti. Oni vključujejo ekološke, socijalne in ekonomske meritve, zasebno ali povezano v mnogih obsežnostih in kontekstih. Ekološki faktorji so integrirani z ekomoijo skozi ekološko ekonomijo, virno ekonomijo in termoekonomijo, dokler so socialni faktorji integrirani skozi metriko kot je indeks srečnega planeta, ki meri blagostanje ljudi v državah sveta vključno z njihovim ekološkim učinkom. . Nekatere od najprepoznvanejših in najširše izkoriščenih meritev trajnostnosti vključujejo korporativno poročanje o trajnostnosti, izračun trikratnega končnega izhoda, ter ocena kvalitete trajnostnosti uprave za posamezne zemlje z uporabo indeksa trajnostnosti okoliša in indeksa performansi okoliša.
Na globalni razini in nasproti formuli I = PAT je jasno da merjenje trajnostnosti zahteva znanje predvidene svetovne populacije. Isto tako so potrebne tudi ocene koliko ljudi Zemlja lahko prenaša. To je visok red ali tekom mnogo let znanstveniki so rafinirali modele nosilnega kapaciteta planeta Zemlje z meritvami ključnih človekovih vplivov posebno tistih povezanih z raznolikostjo[uredi]

### Prebivalstvo
Glavni članek: Populacijska kontrola
Proti Reviziji službenih cenitev in projektov populacije Združenih narodov iz l. 2008 predvidelo se da bo svetovna populacija doseglo 7 milijard prebivalstva najzgodnejše do leta 2012 a število 9 milijard ljudi pa do l. 2050. Večina dodatne 2,1 milijarde ljudi se bo rodilo v zemljah, ki so v razvoju in za katero se predvideva rast prebivalstva na 5,6 milijard v letu 2009. Ta rast bo porazdeljena med populacijo staro 15-59 l. ( 1,2 milijard) in 60 ali več ( 1,1 milijard) ker se bo povečala rast otrok pod 15 let v zemljah ki so v razvitku. Za razliko od tega, pričakuje se da se bo populacija razvitih regionov neznatno povečala s 1,23 milijarde na 1,28 milijard, četudi bi to doživelo pad na 1.15 milijard, no predvidoma neto migracij iz držav v razvoju v razvite države pričakuje se povprečje na 2,4 milijonov ljudi letno od 2009 do 2050 Dolgoročne ocene globalne populacije predlagajo pik od devet do deset milijard ljudi okoli leta 2070., kasneje počasnejši pad na 8,4 milijarde do leta 2100.
Ekonomije v vzponu kot so kitajska ali indijska imajo prizadevanja življenjskim standardom zahodnega sveta kakor to počne neindustrijaliziran svet nasplošno.. Popolni izziv za trajnostnost predstavlja kombinacija rasti prebivalstva sveta v razvoju in neizdržne stopnje potrošnje v razvitem svetu.

### Globalna človeška trajnostnost
Več informacij: Kapaciteta nosilnosti
Vse več podatkov pokazuje da ljudje ne živijo znotraj nosilne kapacitete planeta. Ekološki odtis meri človeško potrošnjo v terminih biološke produktivne zemlje potrebne za zavarovanje virov, ter apsorpcijo odpadov povprečnega globalnega občana. Leta 2008 bilo je potrebno 2,7 hektarjev po osebi, 30% več kot je naravnega biološkega kapaciteta od 2,1 globalnega hektarja ( s predpostavko ne vzemanja v obzir provizije za ostale organizme). Zaradi ekološkega primanjkljaja se mora zadovoljiti iz netrajnostnih ekstra izvorov, oni se pridobijo na tri različne načine: vstavljanje dobrin in svetovne usluge trgovine, vzemanjem iz preteklosti (npr. fosilna goriva); ali posojo iz prihodnosti kot netrajnostna uporaba virov ( npr. prekomerna eksplotacija gozdov in ribarskih področij).
Slika (desno) prikazuje trajnostnost razpon držav v terminih ekološkega odtisa vzporedno z indeksom človeškega razvoja (HDI) Združenih narodov (mera življenjskega standarda): ona pokazuje kaj je potrebno državam da zadržijo ustrezen življenjski standard za svoje gradjane dokler istočasno živijo na globalni trajnostni stopnji.Splošni trend pokazuje da višji življenjski standardi postajajo manj trajnostni. Rast prebivalstva Opći trend ima vedno značajen vpliv na stopnjo potrošnje in učinkovitost uporabe virov. Kuba je danes najboljši primer v tej kategoriji. trajnostni cilj je dvig globalnega trajnostnega življenjskega standarda brez povečanja uporabe virov izven globaln trajnostnih stopenj; ki so brez prehoda potrošnje »enega planeta«. Bogastvo informacij generiranih poročil na nacionalni, regionalni in mestni stopnji potrjuje globalni trend katera društva postanejo tekom časa manj trajnostna.

### Globalni človekov vpliv na bioraznolikost
Na temeljni stopnji pretok energije in biogeokemijski cikli postavljajo zgornjo mejo za število in maso organizma v vsakem ekosistemu. Človekov vtis na Zemlji demonstrira se na splošno skozi škodljive spremembe v globalnih biokemijskih ciklih kemijskih snovi, kritičnih za življenje, od katerih so najvažnejše voda, kisik, ogljik, dušik in fosfor.
- kroženje dušika
- kroženje vode
- kroženje ogljika
- kroženje kisika

Milenijska ocena ekosistema (engl. Millennium Ecosystem Assessment) je mednarodna sinteza od preko 1000 vodečih sveetovnih biologov katera analizira stanje Zemljinih ekosistemov in daje povzetek in smernice za odločilne odločitve. Zaključuje da človeška aktivnost ima značajen in eskalirajuč vtis na bioraznolikost svetovnih ekosistemov, reducirajoč njihovo reziljencijo in biokapaciteto. Poročilo se nanaša na narave sisteme kot ˝sistem podpore življenja˝za zagotavljanje človeške esencialnose ˝ekosistemske usluge˝. Ocena meri 24 ekosistemske usluge zaključne da samo te štiri pokazujejo poboljšanje naslednjih 50 let, 15 jih je v resnem padcu, a 5 jih je v negotovem stanju.

## Dimenzija okolja
Zdravi ekosistemi zagotavljajo življenjske pomembne dobrine za ljudi in ostale organizme. Obstajata dva načina za zmanjšanje negativnih človekovih vplivov in izboljšanje ekosistemskih uslug:
a) ravnanje z okoljem.
Ta neposredni pristop temelji predvsem na informacijah, pridobljenih iz geoznanosti, znanosti o okolju in konzervacijske biologije.
To upravljanje je še vedno na koncu dolge vrste posrednih vzorčnih dejavnikov, ki so na pobudo ljudi, tako da se drugi pristop dosega na zahtevo uporabe upravljanja s človeškimi viri.
b)Upravljanje s potrošnjo ljudskih virov posreden je pristop temeljil na podatkih pridobljen iz gospodarstva. Herman Daly je predlagala tri splošne kriterije okoljsko varnost. obnovljivi viri bi morali zavarovati trajnostne donose (stopnja žetve nebi smela preseči stopnjo obnavljanja); za neobnovljive vire bi morala obstajati ekvivalentni razvitek obnovljivih substitutov; generacija odpada nebi smela izključiti asimilacijsko zmogljivost okoliša.

## Upravljanje z okoljem
Na globalni stopnji upravljanje z okoljem v najširšem smislu zajema oceane, sisteme pitne vode, kopno in atmosfero. Načelo trajnostnosti je na stopnji, na kateri se lahko uporablja enako za vse ekosisteme od tropskih deževnih gozdov do domačih vrtov.

### Atmosfera
Več informacij: Zemljina atmosfera in klimatske spremembe
V marcu l. 2009. je na srečanju Kopenhaškega sveta za podnebne sodelovalo 2.500 podnebnih strokovnjakov iz 80 zemelj, ki so objavili ključno izjavo kako sedaj ˝ ni opravičila˝ za neuspeh delovanja proti globalnem zatopljenju ter kako se lahko brez močnega zamnjšanja ogljika izbije ˝nagla ali nepopravljiva˝ sprememba podnebja s katerim ˝ se bo sodobna družba zelo težko borila" Upravljaje z globalno atmosfero danes zajema oceno vseh aspektov cilusa ogljika zaradi prepoznavnosti mogočega obravnavanja antropogenih klimatskih sprememb, ki je postalo glavni fokus znanstvenih raziskovanj zaradi potencialnih katastrofalnih učinkov na bioraznolikost in ljudske skupine(poglej nižje Energija).
Ostali ljudski vplivi na atmosfero zajemajo onečiščenje zraka v mestu, onesnaževalce ki vključujejo strupene kemikalije kot so duškov oksid, sumporov oksid, hlapi organskih spojin in delci snovi ki tvorijo fotokemijski smog in kisel dež, ter klorofluoroogljike ki razgrajujejo ozonski plašč. Antropogeni delci kot so sulfatnih aerosolov v atmosferi zmanjšati neposredne obsevanosti in odbojnosti (albedo) površine Zemlje. Ta pojav znan je pod nazivom globalna zatemnitev, a njen pad se ocenjuje na okoli 4 % med letom 1960. in 1990. Četudi se je trend kasneje spremenil. Globalna zatemnitev je lahko narušila globalni ciklus vode z zmanjševanjem izhlapevanja in padavin na nekem podorčju. To tudi proizvaja hladilni učinek ki je delno lahko zamaskiral učinek stekleniških plinov na globalnem segrevanju.

### Oceani
Več informacij: Obalno upravljanje i prekomerni ribolov
Oceanski cirkulacijski obrazci imajo velik vpliv na klimo in vreme, a preko njih na oskrbo s hrano za ljudi in ostale organizme. Znanstveniki su opozarjali na možnost iznenadne alteracije v cirkulacijskih vzorcih morskih tokov katere bi pod vplivom klimatskih sprememb lahko drastično spremenile klimo v nekaterih regijah globusa. . Glavni ljudski ekološki učinki javljajo se v naseljenih regijah na robovih oceana – estuarijima, obali in zalivih. Deset procentov prebivalstva na svetu - okoli 600 milijonov ljudi - živi v nižinskih področjih katera so ranljiva za dvig morske ravni. Trendi, ki skrbijo in zahtevajo upravljanje, vključujejo: prekomerni ribolov (izven ravni trajnostnosti); beljenje koral zaradi segrevanja in kislosti oceana zaradi rastočih ravni raztopljenega ogljikovega dioksida; ter dviganje morske ravni zaradi klimatskih sprememb. Zaradi svoje nepregledne veličine oceani delujejo prikladno odlagališče človekovega odpada. Remedijalne strategije Vključujejo: pozornejše upravljanje z odpadki, zakonsko kontrolo nad prekomernim ribolovom osvojitev trajnostnih ribolovnih praks in uporabo ekološko občutljive in trajnostne akvakulture ter ribištva, zmanjšanje emisij fosilnih goriv in obnavljanje.

### Sladka voda
Več informacij: Vodna kriza
Voda pokriva 71% Zemljske površine. Od tega 97,5% je slana voda v oceanu, a samo se 2,5% je slatke vode, večina je na antarktičnem ledenem pokrovu. Ostanek sladke vode nahaja se v jezerih, rekah, močvirjih, tleh, akviferi in atmosferi. Življenje je odvisno od solarnega pogona globalnega ciklusa vode, izhlapevanju iz oceana in s kopnega ki formira vodno paro, ki se kasneje kondenzira v oblakih in dežju ter kasneje postane obnovljiv del sladkovodnih zalog. Zavest o globalnem pomenu ohranjanja vode za ekosistemske usluge pojavila se je šele tekom 20. stoletja, medtem ko je že polovica svetovnh močvirjev izgubljeno in z njimi tudi vrednote ekoloških uslug. Sladkovodni ekosistemi bogate raznolikosti, trenutno propadajo hitreje od morskih in kopnih ekosistemov kar jih naredi najranljivim na svetu[33]. Povećana urbanizacija onesneažuje zaloge pitne vode, ki še vedno nima pristop k sigurni pitni vodi. V industrijskem svetu upravljanje raziskav je upočasnilo apsolutne korake uporabe no voda se vse več prenaa na velike oddaljenosti od vod bogatih naravnih področij do gosto naseljenih mestnih področij, a energijsko zahteva desalinizacijo, ki se vse eč koristi. Večji naglas danes je postavljen na usposobljeno upravljanje modro (prikupljivom) in zeleno(vodo iz tal dostopno z zelišči) vodo, a to se opazi na vseh vaneh upravljana z vodo.

### Tla
Več informacij: Uporaba tla
Izguba bioraznolikosti izhaja v glavnem iz izgube staništa in razdrobljenosti ki nastane s človeški sredstvi tal za razvoj, gozdarstvo in kmetijstvo i se naravni kapital progresivno pretvori v antropogeni kapital. Sprememba tal je fundamentalna za operacije biosfere zaradi česa je sprememba v relativnih porporcijah tal posvečena urbanizaciji, kmatijstvu, gozdrastvu, tavnikih in pašnikih kjer imajo negativen značajen učinek na globalne biokemijske cikluse vode, ogljika in dušika a to lahko negativno vpliva na naravne in človeške sisteme. Na lokalni ljudski ravni glavne koristi trajnostnosti nastajajo iz težnje za zelenim mestom in trajnostnim parkom ter vrtov.

### Gozdovi
Več informacij: Gozdarstvo i ekogozdarstvo
Od neolitične revolucije okoli 47% gozdov na svetu izgubljeno je zaradi ljudskih potreb. Današnji gozdovi zavzemajo okoli četrtino z ledom nepokrite zemlje, a polovica te količine nahaja se v tropih. V umerjenih in borealnih regijah gozdna področja postopno se povečujejo(z izjemo Sibira), no deforestacija v tropih ostaja glavni problem.
Gozdovi moderirajo lokalno klimo in globalni ciklus vode skozi lastno refleksijo svetlobe (albedo) in evapotranspiracijo. Oni isto tako čuvajo bioraznolikost.ščitijo kvaliteto vode, skrbijo za tla in kvaliteto tal, zavarujejo gorivo in farmaceutike ter čistijo zrak. takšne svobodne ekosistemske usluge nimajo tržno vrednost je pa ohranjanje gozdov bolj malo privlačno v primerjavi z ekonomsko koristnostjo pridobivanju lesa in čiščenje skozi katero degradira tla in organski dekompoziciji vrača ogljikov dioksid v atmosfero. Organizacija za hrano in kmetijstvo (FAO) Združenih narodov ocenjuje da okoli 90 % ogljika shranjenega v zemlji nahaja se v steblih dreves ter da se oni sekvestrirajo okoli 50% več ogljika kot je to prisotno v atmosferi. Spremembe v uporabi tal trenutno prinašajo okoli 20% skupnih globalnih emisij ogljika (Indonezija i Brazil vglavnem zaradi seke gozdov so glavni izvor emisij. Klimatske spremembe se lahko ublažijo s sekvestiranjem ogljika v reaforestacijskih shemah, dvigom plantaž in ustvarjanje novih drevesnih proizvodov. Drevesna biomasa se lahko koristi tudi kot onovljivo gorivo nevtralno ogljikom. FAO predlaga da bi tekom perioda od 2005—2050učinkovita uporaba saditve drevja lahko absorbirala okoli 10-20% antropogenih emisij – s tem spremaljanje stanja gozdov mora biti del globalne strategije zmanjšanje emisij in zaščite ekosistemskih uslug. Vendar, klimatske spremembe lahko prehitijo FAO-ov scenarij če se upošteva raziskavo Internacionalne unije organizacija za raziskavo gozdov iz leta 2009. ki je zaključilo kako stres od 2,5 °C porasta temperature nad predindustrijskih stopenj lahko rezultira opuščanje ogromne količine ogljika tako da je potencial gozd kot "bazen" ogljika "pod rizikom da se popolnoma izgubi."

### Obdelovalne površine
Više informacija: Trajnostno kmetijstvo
Prehrana za več kot šest milijard ljudi pomeni hudo obremenitev Zemljinih virov. Pridelava hrane obsega okoli 38% Zemljine kopenske površine in okoli 20 % njene neto primarne produktivnosti. Dodani so še viri zahtevne aktivnosti industrijskega agriposlovanja - vse od potreb za namakalne sisteme, sintetična gnojila in pesticide do porabe virov ovojnine, prevoza (danes glavni del svetovne trgovine) in maloprodaje hrane. Popis ekoloških stroškov proizvodnje hrane je približno enako dolg: izčrpavanje, erozija in konverzija vrhnjega sloja tal v puščavah s konstatno obdelavo enoletnih pridelkov; prekomerna paša; zasoljevanje; sodifikacija; namakanje z vodo; visoke stopnje uporabe fosilnih goriv; uporaba anorganskih gnojil in sintetičnih organskih pesticidov; zmanjšanje biotske raznovstnosti zaradi množičnega zasajanja monokultur; deplecija vodnih virov; onečišćenje vodenih mas zaradi razvoja in kontaminacij podzemnih voda; socialni problemi vključejoć nestanek družinskih kmetij in oslabitev podeželjskih skupnosti.
Vsi navedeni ekološki problemi povezani z industrijskim kmetijstvom in agriposlovanjem sedaj so adresirani skozi gibanja kot so trajnostna kmetijstva organskega kmetovanja in mnogih trajnostnih poslovnih praks.

### Izumiranje
Več informacij: Izumiranje
Četudi se gubitek bioraznolikosti lahko gleda kot izguba vrste, efektivna konzervacija zahteva varstvo vrst na njihovem naravnem okolju in ekosistemov. Sledimo človeški migraciji in rasti prebivalstva, izumrtje vrst je postopoma zrastlo na nesluteno stopnjo kredsko-terciarnega izumrtja. Znano je, kot holocensko izumrtje, to trenutno izumrtje vrst je povzročitelj človek, označen kot eden od šestih množičnega izumrtja na svetu. Nekatere znanstvene ocene pokazujejo da bo zagotovo polovica danes živečih vrst izumrlo do leta 2100. Trenutne stopnje izumiranja so od 100 do 1000 krat večje v odnosu na ravni pred ljudmi, te je ugroženo več od 10% ptica in sesalcev, okoli 8% rastlin, 5% rib in več od 20% slatkovodnih vrst.
Picture of the now extinct bird the Dodo
Izumrli dodo (Raphus cucullatus)
IUCN-ova Rdeča lista iz leta 2008. opozarja da dolgotrajne suše in ekstremno vreme dodatno povečuje stres na ključne vrste ter popisuje 1.226 vrst ptic ki so ugrožene na robu izumrtja kar je ena osmina vseh vrst ptic. Indeks Rdeče liste isto tako identificira 44 vrst drevja v centralni Aziji in grozi izumrtju zaradi prekomerne eksploatacije in življenjskega razvoja kar grozi regionalnim gozodovom katere so dom za več kot 300 divjih prednikov modernih sort sadja in oreščkov.

### Biološka invazija
Več informacij: Uvedene vrste
Več informacij: Naseljene vrste Trees infested with Kudzu (Pueraria lobata) Kudzu (Pueraria lobata) infestira drevesa v Atlanti, Georgia V mnogih delih industrijskega sveta čišćenje tal za kmetijstvo se je zmanjšalo, a najvećja grožnja bioraznolikosti po podnebnih spremembah je postal destruktivni efekt invazivnih vrst. Rastoče učinkovit globalni transport olajšal je širitev organizma po vsem svetu. Potencijalna nevarnost tega aspekta globalizacije popolnoma je ilustrirana skozi širitev človeških bolezni kot so HIV/AIDS-a, norih krav, ptičje in svinjske gripe, no invazije rastlin in živali imajo isto tako uničenje na naravni bioraznolikosti. Alohtoni organizmi lahko hitro zavzamejo motena kopnena in naravna področja kjer v odsotnosti svojih naravnih predatorjev lahko hitro napredujejo. Na globalni ravni ta problem označen je kot Globalna informacijska mreža o invazivnih vrstah, no obstaja tudi poboljšana mednarodna zakonodaja o biološki varnosti, da se zmanjša prenos patogenov in invazivnih organizmov. Skozi zakonodajo CITES obstaja kontrola trgovine z redkimi i ugroženimi vrstami. Vse več na lokalni ravni pojavljajo se programi ozaveščanja javnosti ki upozorja skupine vrtnarje zdravstveno inudstrijo, zbiralce ter inudstrijo hišnih ljubljenčkov in akvarijev na raznovrstne učinke potencialnih invazivnih vrst.

### Upravljanje s človeško potrošnjo
Več informacij: Potrošnja
Neposredni vplivi človeka na okolje so posledica posrednih voznikov, ki se nahajajo v ozadju teh učinkov in to je človeška potrošnja. Učinek je reduciran ne samo z manjšo porabo , ampak z ustvarjanjem trajnostnega ciklusa proizvodnje, uporabe in odlaganja dobrin in uslug. Potrošnja dobrin in uslug se lahko analizira in upravlja na vseh ravneh kot veriga ljudske porabe, začetek je od efekta izbire individualnih življenjskih stilov in potrošničnih obrazcev skozi raziskavo virov specifičnih dobrin in uslug od učinka ekonomskih sektorjev skozi nacionalne ekonomije do globalne ekonomije. Analiza obrazcev individualne i kolektivne porabe premišljeno uporabi celotno porabo virov, to se kasneje povezuje z ekološkim, socialnim in ekonomskim učinkom takšne uporabe virov so v nekem raziskanem kontekstu. Ideje uporabe združenih virov ( skupni viri potrebniza proizvodnjo proizvodov ali uslug), intenziteta virov (resursi potrebni za vsak dolar porabljen na dobrino ali uslugo) in produktivnosti virov (količina dobrin ali uslug proizvedenih za dan vstopni skup virov) najvažnejši so aspekti upravljanja s potrošnjo. Na enostavni ravni lahko ljudsko potrošnjo štejemo za povpraševanje za viri, kot so hrana, energija, material in voda.

### Energija
Glavni članek: trajnostna energija
Sončeva energija pohranjena v rastlinah (primarni proizvajalci) tekom fotosinteze izhaja skozi hranljivo verigo do ostalih organizmov zaradi končnega začetka vseh živih procesov. Od industrijske revolucije koncentrirana je energija Sonca pohranjena v fosiliziranim rastlinam kot fosilna goriva, ki je bila glavni pogon za tehnologijo ki je v zameno bila izvor ekonomske in politične moči. Leta 2007 klimatologi iz IPCC-a zaključili so kako obstaja verjetnostt od najmanj 90% da je atmosferska rast CO2 povzročen s človeškim delovnjem večino kot rezulat emisije fosilnih goriv a v manjem obsegu tudi zaradi spremembe v uporabi tal. Stabilizacija svetovne klime zahteva od držav z visokim dohodkom da povzročajo svoje emisije iz l. 2006. za 60-90% do leta 2050. kar bi moralo zadržati ravni CO2 na 450-650 ppm s sedanjo stopnjo okoli 380 ppm. Razen navedene rasti temperature za več kot 2 °C bi lahko proizvedlo "katastrofalne" klimatske spremembe. Redukcija trenutnih stopenj CO2 se mora doseči proti ozadju povečanja globalnega prebivalstva in aspiracije držav v razvoju z energijskim intenzivnim zahodnim življensjkim stilom visoke potrošnje.
Zmanjšanje stekleniških emisij, oziroma dekarbonizacija, prevzame vse stopnje od seledenja poteka ogljika skozi ciklus ogljika do raziskave obnovljive energije, razvita tehnologija in transport manj odvisnih od ogljika, ter poizkusov posameznikov da ustvarijo življenjske stile neodvisne od ogljika z nadzorom uporabe fosilnih goriv z vsemi dobrimi uslugami, ki jih koristijo.

### Voda
Več informacij: Vodni viri
Sigurnost vode in sigurnost hrane medseboj so zelo prepleteni. U desetletju od 1951-60 ljudska črpitev vode je bilo štirikratno več kot v predhodnem desetletju. Ta nagli porast nastal je zaradi znanstvenega in tehnološkega razvoja ki je deloval skozi ekonomijo - to se posebej nanaša na porast namakalnih površin, rast industrijskega in energijskega sektorja,ter intenzivno konstrukcijo branž na vseh kontinentih. To je spremenilo ciklus vode u rekah in jezerima, delujoč na kvaliteto vode in na značajen učinek globalnega ciklusa vode. Trenutno je 35% ljudske uporabe vode neizdržno, ker voda počiva na vse manjših vodnosnikih in zmanjšuje tok večjih rek; ta postopek se bo najverjetneje povečal če se klimatske spremembe poslabšajo, prebivalstvo naraste, vodonosniki postanejo še bolj izčrpani, a zaloge onečišćene i nehigijenske. Od leta 1961. do 2001. povpraševanje za vodo se je podvojila – kmetijska uporaba se je povečala za 75%, industrijska uporaba za več kot 200%, a uporaba v gospodinjstvih za več kot od 400%%. Ljudje trenutno koristijo 40-50% globalno dostopne sladke vode približno okoli 70% za kmetijstvo, 22% za industrijo in 8% za gospodinjska opravila, skupno volumen progresivno raste.
Učinkovitost vode se poboljšuje v globalnih razmerjih s povećanjem upravljanja povpraševanja, poboljšanjem infrastrukture, poboljšanjem produktivnosti vode v kemtijstvu, minimiziranjem intenzivnost vode (vklopljene vode), adresiranjem pomanjkanja v neindustrijaliziranem svetu, koncentriranjem proizvodnjo hrane na področjih visoke produktivnosti; ter planiranju v slučaju klimatskih sprememb. Na lokalnoi stopnnji ljudje postajajo sve več vodnosamodostatni zbiranjem deževnice in zmanjševanjem uporabe osnovne vode.

### Hrana
Več informacij: Hrana in sigurnost hrane
Ameriško združenje za javno zdravstvo (APHA, engl. American Public Health Association) definira ˝trajnostni prehranski sistem" kot "tisti ki zagotavlja zdravo hrano za zadovoljevanje trenutačne povpraševanje za hrano istočasno ohranjajo zdrave ekosisteme ki isto tako lahko zavarujejo hrano za generacije ki prihajajo z minimalnim negativnim učinkom na okolico. Trajnostni hranidbeni sistem isto tako izhaja lokalno proizvodnjo in distribucijo infrastrukture ter nutritivno hrano obdeluje dostopno, pristopno za vse. Dejansko, ta sistem je human in pravičen, ki ščiti kmete in ostale delavce, potrošnie in skupnosti" Skrb za ekološke učinke agriposlovanja in popolni kontrast med problemom debelosti v zahodnem svetu ter siromaštva in nesigurnsoti hrane v svetu v razvoju so ustvarjali preobrat za zdravo, trajnostno hrano kot glavni komponent etičnega konzumerizma. Ekološki učinki različinih dijetnih obrazcev zavisijo od mnogih faktorjev vključujoč razmerje konzumirane živalske in rastlinske hrane ter metode proizvodnje hrane. Svetovna zdravstvena organizacija je objavila Globalno strategijo o dieti, fizične aktivnosti in zdravju katero je v maju leta 2004. sprejela Svetovna zdravstvena skupščina. Ona priporoča mediteransko dieto ki se povezuje z zdravjem in dolgim življenjem, ter je siromašna z mesom, bogata s sadjem in zelenjavo, siromašna z dodanim sladkorjem in omejena s soljo, ter siromašna z zasićenim mastnim kiselinam; tradicionalni izvor masti na Mediteranu je olivno olje bogato mononesaturiranim maščobami. Zdrava z rižom bogata japonska dieta je bogata z ugljikohidratom, a siromašna z maščobami. Obe diete so siromašne z mesom in zasićenim maščobam, a obilne s stročnicami in ostalo zelenjavo; povezane su z nizko incidencijo bolezni in nizko ekološkim učinkom.
Na globalni ravni ekološki učinki agriposlovanja adresirani so skozi trajnostno kmetijstvo in ekološko kmetijstvo. Na lokalnih ravneh obstajajo mnoga gibanja ki spodbujajo lokalno proizvodnjo hrane, produktivnejšo uporabo urbanih odlagališč in hišnih vrtov vključujoč permakulturo, urbano hortikulturo, lokalno hrano, slow food, trajnostno vrtnarstvo in ekološko vrtnarstvo.

### Materijali, strupene snovi, odpad
Kako se globalno prebivalstvo in bogastvo povečuje tako se povečuje tudi uporaba materiala, ki se je povečala v volumnu, raznolikosti ter oddaljenosti. Med njimi se nahajajo surovi materijali, minerali, sintetične kemikalije (vključujoć nevarnih snovi), manufakturni proizvodi, hrana, živi organizmi in odpadi.
Materiali
Več informacij: Dematerializacija
Trajnostna uporaba materijala zapečatila je s svojim ciljem idejo dematerijalizacije, pretvarjanjem linearne poti materiala (ekstrakcija, uporaba, odlaganje na deponij) v krožnem pretoku materijala, ki ponovo koristi materiale več kot je mogoče, pa sve podobi na kroženju in ponovni uporabi odpada v naravi. Tak pristop podpira proizvodna uprava, medtem ko rastoča uporaba analize pretoka materijala na vseh ravneh, posebej podpira nekatere države in globalno ekonomijo.
Strupene snovi
Več informacij: Nevaren čas
Sintetična kemijska proizvodnja stopnjevala je po vplivu nastanka po drugi sv.vojni. Kemijska proizvodnja vključuje vse od herbicida, pesticida i fertilizatorja do gospodinjskih kemikalij in nevarnih snovi. Razen oblikovanja emisije plinov rastlinjaka v atmosferi, kemikalije od posebne važnosti vključujejo: težke kovine, nuklearni odpad, klorofluoroogljike, obstojne ekološke onesnaževalce in vse škodljive kemikalije sposobne za bioakumulacijo. Čeprav večina sintetičnih kemikalij ni škodljivih, še vedno obstajajo rigorozna testiranja novih kemikalij v vseh zemljah zaradi raziskovanja neželjenih ekoloških in zdravstvenih učinkov. Internacionalna zakonodaja vzpostavljena je zaradi globalne distribucije in upravljanja z nevarnimi dobrinami.

Pyramid diagram showing ways of dealing with waste with the most important ones towards the top
Hierarhija odpada
Več informacij: Upravljanje z odpadi
Vsaka ekonomska aktivnost proizvaja odpad. Povprečni človek koristi 45-85 ton materiala vsako leto. Kako bi se zmanjšal odpad, industrija, poslovanje in oblasti posnemajo naravo s pretvorbo odpada proizvedenega z industrijskim metabolizmom v vire. Dematerializacija izhaja skozi ideje industrijske ekologije, ekodizajna in ekooznačevanja (poglej stransko sliko). Z dobro zasnovanim angleškim vzdevkom "reduce, reuse and recycle" (reduciraj, ponovo izkoristi in recikliraj) kupci koristijo svojo kupno moć za etičnim konzumerizmom.

## Ekonomska dimenzija
Trajnostnost se sooči z ekonomijo skozi socialne in ekološke posledice ekonomske aktivnosti. Trajnostna ekonomija predstavlja: "…široko interpretacijo ekološke ekonomije kjer so problemi okolja in ekologije del multidimenzionalne perspektive. Socialni, kulturni, zdravstveni in monetarno/financijski aspekti se moraju integrirati v analizo." Čeprav, koncept trajnostnosti je veliko širši od koncepta trajnostnih prinosov blagostanja, virov ali profitnih marž. Danes je povprečna poraba po prebivalcu v svetu razvoja trajnostna, no število prebivalstva raste, a nekateri težijo k visoki potrošnji življenja zahodnih stilov. Prebivalstvo razvitega sveta se neznansko povečuje +, no ravni potrošnje so nevzdržne. Izazov za izdržljivost je meja in upravljanje z zahodno potrošnjo doker se istčasno ne dvigne življenjski standard države v razvoju brez povečanja uporabe njenih virov in učinka na okolje. To se mora doseči z uporabo strategije in tehnologije katere prekinjjo vez izmed ekonomske rasti in z ene strani škodljivost na okolje in izčrpavanje virov z druge strani.
V adresiranju tega problema nekoliko ključnih područij postavljeno je za cilj ekonomske analize in reforme: učinki na okolje neizdržne ekonomske rasti; posledice ravnanja narave kot ekonomske eksternalnosti; ter mogoča večja etična ekonomija ki vzema v obzir več socialne in ekološke posledice trgovskega obnašanja.

### Rasprezanje degradacije okolja in ekonomske rasti
V drugi polovici 20. stoljetja se je prebivalstvo podvojilo, proizvodnja hrane potrojila, korist energije početverilo, a skupna ekonomska aktivnost popetorila. V zgodovini je obstajala blaga korelacija med ekonomsko rastjo in degradacije okolja: kakor so skupine rasle, tako je okolje razpadalo. Ta trend jasno je prikazan na grafih rasti ljudske populacije, ekonomske rasti in okoljskih indikatorjev. Nevzdržna ekonomska rast je popolnoma v primerjavi z rastjo malignega raka ker razjeda Zemljine ekosistemske usluge katere dela ekosistem za vzdrževanje življenja. Obataja skrb kako se bo moderna globalna civilizacija , če ne pregleda uporabo virov, slediti pot antičnih civilizacij katere so se zrušile skozi prekomerno eksploatacijo lastne baze virov. Dokler je konvencionalna ekonomija zaskrbljena v glavnem za ekonomsko rast in učinkovito alokacijo virov, ekoloka ekonomija iima ekspliciten cilj v trajnsotnem merilu (namesto neprestane rasti), pravična distribucija in učinkovita alokacija, točno s tem redosledomo. Svetovno poslovno svet za trajnostni razvoj trdi kako "poslovanje ne more obstati v neuspešnih društvih". Trajnostnost proučuje načine analize zaradi zmanjševanja(ločevanja) količine virov (npr. vode, energije ali materialov) potrebne za proizvodnjo, porabo in odlaganje enot dobrin in uslug ter želi da se to doseže s poboljšanim ekonomskim upravljanjem, proizvodnim dizajnom, novim tehnologijam itd. Ekološka ekonomija vključuje proučevanje društvenega metabolizma, izhod virov kateri vlagajo v ekonomski sistem in izhaja iz njega na način kvalitete okolja.

### Narava kot ekonomska eksternalija
Več informacij: Ekosistemske usluge
Ekonomska važnost narave navedena je z uporabo ekspresijskih ekosistemskih uslugzaradi osvetljevanja tržne ustreznosti rastočega pomanjkanja naravnega sveta ki ne more več šteti za neomejeno in svobodno. Splošno rečeno, kako udobnost ali usluga postane redka, tako njena cena vse več raste, kar deluje kot zadržek ki izhaja iz varčnosti, tehnično inovativnost in alternativne proizvode. Čeprav, se to nanaša samo na situacijo ko se proizvod ali usluga nahajajo znotraj tržnega sistema. Bodoče da so ekosistemske usluge na splošno tretirane kot ekonomska eksternalnost, one so neprecenljive in s tem prekomerno koriščene ter degradirane, a takšna situacija se včasih imenuje Tragedija navadnih.
Del poslovanja zaščite biološkega sveta je "internalizacija" teh "eksternalnosti" s koriščenjem tržnih strategij kot so eko davki in spodbujanja tržnih dovoljenj za uporabo ogljika, vode in dušika, ter rastoča želja za sprejetjem plačevanja ekosistemskih uslug. Skupinskih valut kot so LETS-a, darilna ekonomija in vremensko bančništvo se isto tako spodbuja kot način spodbujanja lokanih ekonomskij in okolja. Zelena ekonomija je še en tržno baziran poizkus za obravnavanje problema enakosti in okolja. Globalna recesija in celotni raspon vladnih političnih postopkov, ki so povezani z njim, bo verjetno povzročilo največji letni pad v svetovni emisiji ogljikovega dioksida v zadnjih 40 letih.

### Ekonomska možnost
Postopek z okoljem kot eksternalnost lahko generira kratkoročni profit odhodek trajnostnosti. Postopki trajnostnega poslovanja integriraju ekološke skrbi s socialnim in ekonomskim (tj. trojnim končnim izidom). Rast ki črpa ekosistemske usluge se včasih imenuje "neekonomska rast" ker vodi k padu kvalitete življenja. Minimiziranjem take rasti lahko zagotavlja možnost za lokalne poslove. Primer, industrijski odpad se lahko tretira kot "ekonomski vir na krivem mestu". Prednosti redukcije odpada vključujejo varčnost s stroški odalganja, manjše ekološke kazne in zmanjšanje zavarovanje odgovornosti. To lahko vodi k povečanem tržnem deležu zaradi poboljšanja javne slike. Energijske efikasnosti isto tako lahko poveča profite zmanjševanja stroškov.
Ideja trajnostnosti kot poslovna možnost privedla je do oblikovanja organizacij kot so Konzorcij za trajnostnost Društva za organizacijsko učenje, Inštitut za trajnostno poslovanje, ter Svetovno trajnostni razvoj Širenje trajnostnih poslovnih možnosti se lahko prispevajo stvaritvi delovnih mest skozi uvajanje delavca z zelenim ovratnikom.

## Socialna dimenzija
Več informacij: Socialna trajnostnost
Problemi trajnostnosti na splošno izraženi so z znanstvenimi in ekološkimi termini, no implementacija spremembe predstavlja socialni izziv ki s seboj umika internacionalno in nacionalno pravo, urbanistično planiranje in transport, lokalne in induvidualne življenjske stile in etični konzumerizam "Odnos med ljudskim pravom in ljudskim razvojem, korporativne moči in ekološkega prava, globalnega siromaštva in občinske akcije sugerira kako je odgovorno globalno državljanstvo neizbežen element tistega kar se na prvi pogled zdi enostavna stvar nekaterih potrošnikov in moralnih izbir."

### Mir, varnost, socialno pravo
Več informacij: Mir in socialna pravica
Socialni razdori kot so vojna, kriminal in korupcija odklanjajo vire iz področja največje ljudske potrebe, te uničujejo kapaciteto društev za planiranje bodočnosti ter na splošno grozijo ljudskem blagostanju in okolju. Strategije širokih osnov so namenjene trajnostnim socialnim ekosistemom ki vključujejo: poboljšano izobraževanje in politično polnomoč žena, posebej v zemljah v razvoju; večji smisel za socialno pravo posebej enakost bogatih in siromašnih kot tudi enakost med državami; ter medgeneracijska enakost. Izčrpavanje naravnih virov vključujoč pitno vodo povečuje verjetnost "bitko za vire"". Ta aspekt trajnostnosti označen je kot ekološka sigurnost in stvar za jasno potrebo globalne ekološke pogodbe zaradi upravljanja z viri kot so vodonosniki in reke katere mejijo z državnimi mejami, ter zaradi zaščite globalnih sistemov vključujoč oceane in atmosfero.

### Človeška naselja
En pristop trajnostnem življenju primerno prikazan na majhnim urbanim tranzicijskim mestom in podeželjskim ekovasem poizkuša najti način za stvaritev samozadostnih skupin zasnovanih po načelu enostavnega življenja ki maksimizira samozadostnost posebej v proizvodnji hrane. Takšna načela v širšem obsegu izhajajo iz koncepta bioregionalne ekonomije. . Ostali pristopi mlahavo zasnovani okoli novega urbanizma uspešno zmanjšujejo ekoloke učinke s spreminjanjem zgrajene okolice zaradi stvaritve in ohranjanja trajnostnih mest ki podpirajo trajnostni transport. Prebivalci se v kompaktnih urbanim sosedstvih vozijo nekoliko kilomettov pa imajo značajno manjši ekološki učinek skozi velik razpon meritve v primerjavi s tistimi, ki živijo v podaljšanem predmestju.
Končno, stopnja ljudskega napredka proti trajnostnosti odvisna bo če v veliki meri socialnih gibanj ki vplivajo na izbor skupnosti in zgrajeno okolje. Ekomunicipiji primer so takšnega gibanja. Ekomunicipiji vzemajo sistemski pristop zasnovan po načelih trajnostnosti. Ekomunicipijsko gibanje je participativno, tj. vključuje člane skupine k pristopu od dna do vrha. Na Švedskem več kot 70 mest – 25 odstotkov od vseh municipija v zemlji – sprejelo je skupinski skup "načela trajnostnosti" in izvajalo jih sistemsko skozi svoje municipijske opreacije. V Združenih Državah danes obstaja 12 ekomunicipijev, vendar Ameriško združenje za planiranje sprejelo je cilje trajnostnosti zasnovane na istih načelih.

### Človeški odnos z naravo
Murray Bookchin z idejo da ljudje morajo dominirati z naravo normalna je za hijerariska društva. Bookchin trdi kako kapitalizam in tržni odnosi, če niso pod nadzorom, imajo kapaciteto zmanjšanja na goli vir ki se mora izkoristiti. Naraa se s tem tretira kot udobnost: "Ropanje človekovega duha, ki povzroča trg vzporedno z ropanjem Zemlje, ki jo povzroča kapital." Bookchin je bolj temeljno trdil da je večina aktivnosti, ki konzumira energijo in uničuje okolje brez smiselna, zaradi tega ker prinaša manjšo kvaliteto življenja in blagostanja. Funkcija dela je legitimizirati ali celo ustvariti hierarhijo. Zaradi tega razloga razumevanje transformacije organskih društev hierarhijsko je odločilno iskanje načina za napredek.
Socialna ekologija ki jo je utemeljil Bookchin zasnovana je v veri da gotovo vsi sedanji ekološki problemi človeštva izvirajo iz globoko ukorinjenih socialnih problemov. Dokler večina autorjev nadaljuje kako so naši ekološki problemi rešilni s pomočjo implementacije s priporočili ki izhajajo iz fizičnih, bioloških, ekonomskih in drugih raziskav, Bookchinova trditev govori kako se problemi lahko rešijo edino z razumevanjem socialnih procesov, ki se nahajajo v ozadju in intervencijo, v te procese z uporabo konceptov in metod družbenih znanosti.
Globinska ekologija vzpostavlja načela za blagostanje celotnega življenja na Zemlji, bogatstva in raznolikosti življenjskih oblik. To je edino kompatibilno z znatnim padom ljudske populacije in krajem človeškega vmešavanja v nečloveški svet. Da bi se to doseglo, globinski ekologi zagovarjajo politiko za osnovne ekonomske, tehnološke in ideološke strukture katere se bojo izboljšale kvaliteto življenja namesto, da to uredijo z standardom življenja. Tisti,ki se obvežejo na ta načela, dolžni so da se uredi potrebna sprememba.

## Tranzicija
Več informacij: Sociokulturna revolucija
Zemlja ima končni kapacitet za sigurnost virov in absorbcijo odpadov, vendar je človeško povpraševanje že prekoračilo kapaciteto. Trenutni življenjski stil v razvitem svetu, za katerim mnogi narodi sveta v razvoju, vzdihujejo, počivajo na isčrpanem naravnem kapitalu in netrajnostni so. Združeni narodi so v Milenijski deklaraciji izjavili, kako se "trenutni netrajnostni obrazci proizvodnje in potrošnje morajo spremeniti." Težina informacije in znanstvenega dokaza velikokrat je nedosegljiva za proizvodnjo nujne socialne spremembe, posebno če se ta sprememba umakne in s seboj tudi izseljavanje ljudi iz njihovih udobnih pasov. Vzrok tega je lahko visokoekosistemski odpor sprememb .
Na globalni ravni pojavilo se je nekoliko ključnih načel v vodenju naporov za trajnostnost:
- Medgeneracijska enakost – - zavarovanje sedanjega ekološkega potenciala za bodoče generacije
- RasprezanjeLočitev ekonomske rasti od degradacije okolja- upravljanje z ekolokim rastom na način da postane manj intenzivnih virov in z manj onesnaženja
- Integracija vseh stopenj – integriranje ekološkega, socialnega in ekonomskega sektorja pri razvoju politike trajnostnosti
- Zvavarovanje ekološke adaptabiliteta in odpornosti – vzdrževanje in napredovanje adaptivnog kapacitete ekološkega sistema
- Preprečevanje ireverzibilnih dolgoročnih škod na ekosistem in ljudsko zdravje
- Zavarovanje distribucijske enakosti – izogibanje nepoštenih ali visokih ekoloških stroškov nad ranljivimi populacijami
- Sprejetje globalne odgovornosti – predpostavka odgovornost za ekološke efekte kateri se javljaji izven področja pristojnosti
- Edukacija in osnovna vključenost – ljudi in skupine, ki preizkušajo probleme in razvijajo nove rešitve

Obstaja bogatstvo sveta dostopnih posameznikom katerih je želja redukcija njihov osebni vpliv na okolje skozi majhne, poceni in lahko dostopne korake. No tranzicija potrebna za zmanjšanje globalne ljudske potrošnje na trajnostne meje vključuje mnogo večje spremembe na vseh stopnjah in kontekstih društva. Združeni narodi so prepoznale centralno vlogo edukacije, ter proglasile desetletje edukacije za trajnostni razvoj od leta 2005. - l. 2004 katerih cilj je "izzvati vse nas na osvajanje novih ponašanj in praks zaradi zavarovanja naše bodoćnosti." Svetovni fond za naravo je predlagal strategijo za trajnostnost katera gre izven meja edukacije kako bi se neposredno epidemiralo temeljito, individualistično in materijalistično skupinskim vrednotam ter to ojačalo ljudske vezi z naravnim svetom. Raven spremembe potrebne za zavarovanje kapacitete podpore življenju na Zemlji, postavlja nove izzive za skupno in politično strukturo.

## Priporočilo za branje
- Atkinson, G., Dietz, S. & Neumayer, E. (2007). Handbook of Sustainable Development. Cheltenham: Edward Elgar. ISBN 978-1-84376-577-6.
- Bartlett, A. (1998). Reflections on Sustainability, Population Growth, and the Environment—Revisited Arhivirano 2012-07-22 na Wayback Machine. revised version (January 1998) paper first published in Population & Environment 16(1): 5–35. Preuzeto 12. ožujka 2009.
- Benyus, J. (1997). Biomimicry: Innovations Inspired by Nature. New York: William Morrow. ISBN 0-06-053322-6.
- Blackburn, W.R. (2007). The Sustainability Handbook. London: Earthscan. ISBN 978-1-84407-495-2.
- Costanza, R., Graumlich, L.J. & Steffen, W. (eds), (2007). Sustainability or Collapse? An Integrated History and Future of People on Earth. Cambridge, MA.: MIT Press. ISBN 978-0-262-03366-4.
- Norton, B. (2005). Sustainability, A Philosophy of Adaptive Ecosystem Management. Chicago: The University of Chicago Press. ISBN 978-0-226-59521-4.